# AC Carpi
Athletic Carpi Carpi, zkráceně jen Carpi je italský fotbalový klub hrající v sezóně 2024/25 ve 3. italské fotbalové lize sídlící ve městě Carpi z provincie Emilia-Romagna.
Klub byl založen roku 1909 jako Società Calcistica Jucunditas Carpi. Po bankrotu v roce 2021 byl znovu založen s prozatímním názvem Athletic Carpi a poté v roce 2022 znovu získal historický název A.C. Carpi.
Za více než 110 leté fotbalové historie si klub zahrál jen jednu sezonu v nejvyšší lize (2015/16). Druhou ligu hrál 11 sezon a v sezoně 2014/15 ji vyhrál.

## Změny názvu klubu
- 1909 – 1918/19 – SJ Jucunditas Carpi (Società Calcistica Jucunditas Carpi)
- 1919/20 – 1999/00 – AC Capri (Associazione Calcio Carpi)
- 2000/01 – 2001/02 – Carpi Calcio (Carpi Calcio)
- 2002/03 – 2020/21 – Capri FC 1909 (Carpi Football Club 1909)
- 2021/22 – Athletic Carpi 2021 (Athletic Carpi 2021)
- 2022/23 – 2023/24 – AC Carpi SSD (Athletic Carpi Carpi Società Sportiva Dilettantistica)
- 2024/25 – AC Carpi (Athletic Carpi Carpi)

## Získané trofeje

### Vyhrané domácí soutěže
- 2. italská liga (1×)

2014/15
- 3. italská liga (1×)

1945/46
- 4. italská liga (5×)

1963/64, 1973/74, 1977/78, 2010/11, 2023/24

## Historie
Klub byl založen v roce 1909 studentem Adolfo Fanconim jako Società Calcistica Jucunditas Carpi. Již v sezoně 1919/20 hrály nejvyšší ligu a to tři sezony po sobě, ale už pod názvem Associazione Calcio Carpi. Do sezony 1935/36 byl klub ve druhé lize a do konce druhé světové války hrály ve třetí lize. Do sezony 1987/88 hrály většinu ve čtvrté lize.
Od sezony 1989/90 až do 1998/99 odehrály své zápasy ve třetí lize, jenže poté sestoupil dvakrát po sobě do 5. ligy k amatérům. Následně klub ohlásil bankrot. Vzápětí vznikl klub nový Calcio Carpi, který začal hrát regionální soutěž. Po dvou sezonách postoupil do 4. ligy. To již hrál pod novým názvem Carpi FC 1909. Od sezony 2009/10 postupuje víš a sezonu 2013/14 hrál již ve 2. lize. V následující sezona byla historicky nejúspěšnější v klubové historii. Vyhrál 2. ligu s náskokem 9 bodů.
První sezona v nejvyšší lize v sezoně (2015/16) skončil klub na 18. místě jen 1 bod od záchrany. Poté odehrál tři roky ve 2. lize a další tři roky ve 3. lize. Po sezoně 2020/21 byl klub vyloučen s profi lig. Klub skončil, ale byl opět založen nový pod názvem U.S.D. Athletic Carpi 2021 a v roce 2022 si klub vzal historický název AC Carpi. V sezoně 2023/24 vyhrál svou skupinu a postoupil do Serie C.

## Účast v ligách
| Úroveň soutěže | Název soutěže (nynější název) | První hraná sezona | Poslední hraná sezona | celkem odehraných sezon |
| -------------- | ----------------------------- | ------------------ | --------------------- | ----------------------- |
| 1              | Serie A                       | 1919/20            | 2015/16               | 4                       |
| 2              | Serie B                       | 1922/23            | 2018/19               | 11                      |
| 3              | Serie C                       | 1928/29            | 2024/25               | 35                      |
| 4              | Serie D                       | 1950/51            | 2023/24               | 30                      |
| 5              | Eccellenza                    | 1981/82            | 2009/10               | 16                      |

Historická tabulka Serie A od sezony 1929/30 do 2023/24.
| Celkové místo | Odehraných sezon | Celkem bodů | Celkem zápasů | Celkem výher | Celkem remíz | Celkem proher | Celkové skore |
| ------------- | ---------------- | ----------- | ------------- | ------------ | ------------ | ------------- | ------------- |
| 64            | 1                | 38          | 38            | 9            | 11           | 18            | 37:57         |

## Trenéři

### Známí trenéři v klubu
- Walter De Vecchi (1997–1998)

## Fotbalisté

### Na velkých turnajích
Dosud nikdo nepůsobil na velkém turnaji.

### Známí hráči v klubu
- Salvatore Bagni – (1975–1977) reprezentant
- Vid Belec – (2015–2017) reprezentant
- Marco Borriello – (2015/16) reprezentant
- Jonathan de Guzmán – (2016) reprezentant  medailista z MS 2014
- Simone Inzaghi – (1994/1995) reprezentant
- Marco Materazzi – (1996/97) reprezentant  medailista z MS 2006
- Cristian Zaccardo – (2015/16) reprezentant  medailista z ME 21 2004 + MS 2006